# Sankt Marein bei Neumarkt
Sankt Marein bei Neumarkt  är en ort i kommunen Neumarkt in der Steiermark i distriktet Murau i förbundslandet Steiermark i Österrike. Sankt Marein bei Neumarkt var tidigare en självständig kommun, men blev den 1 januari 2015 en del av kommunen Neumarkt in der Steiermark. I kommunen ingick även orten Sankt Georgen bei Neumarkt.